# Sukorejo (Tugu)
Sukorejo is een bestuurslaag in het regentschap Trenggalek van de provincie Oost-Java, Indonesië. Sukorejo telt 1538 inwoners (volkstelling 2010).